# 剖刀蛏
剖刀蛏（学名：Cultellus scalpellum）为刀蛏属的动物。舊屬竹蛏科，今屬毛蛏科。

## 分佈
分布于红海以及中国大陆的辽宁、河北、山东、浙江等地，生活环境为海水，常生活于潮间带下区及浅海沙滩中。其生存的海拔下限为-32米。该物种的模式产地在红海。